# Nederlands Scheepvaartmuseum

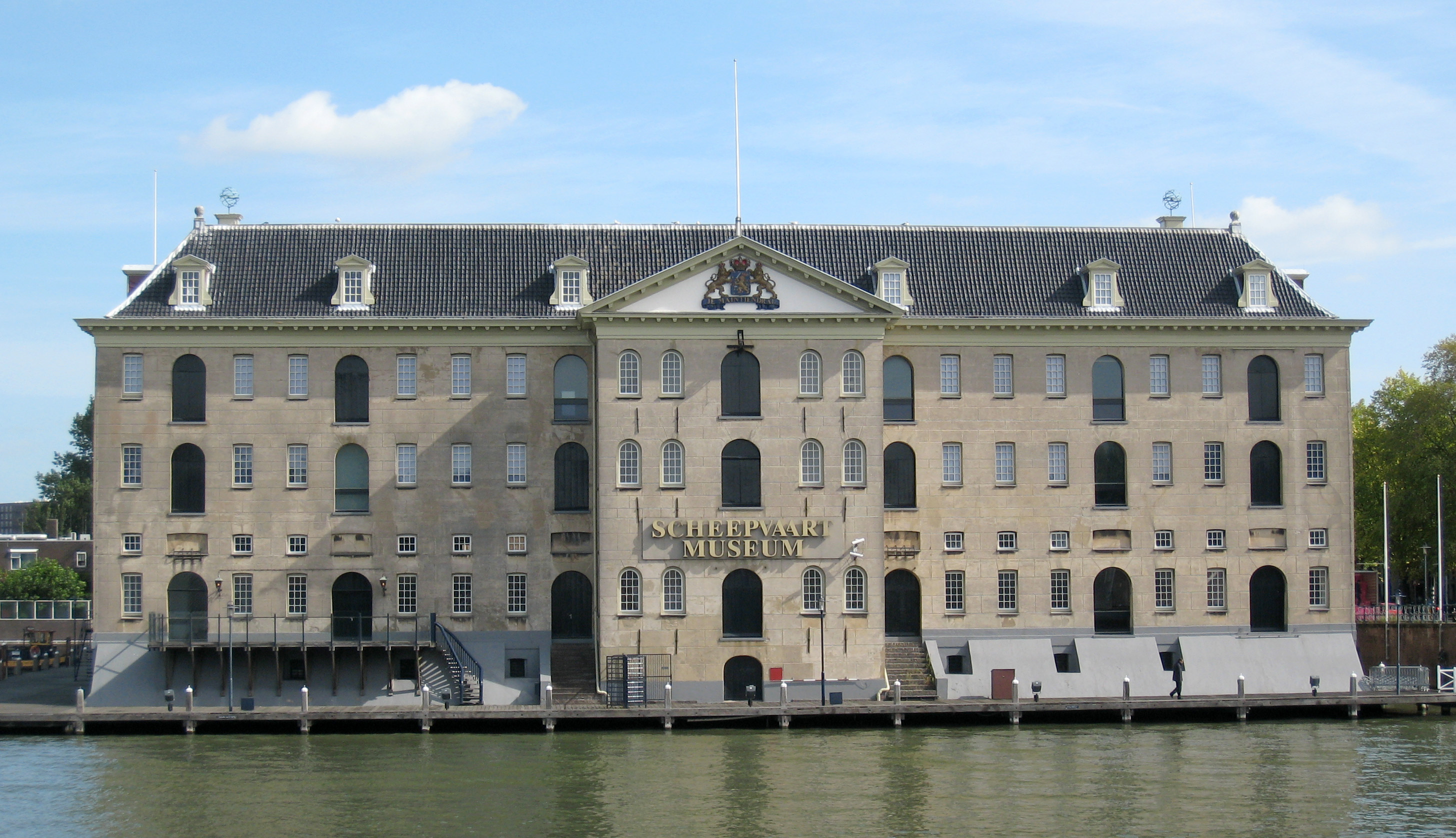
Amsterdam: la facciata principale del Nederlands Scheepvaartmuseum

Il Nederlands Scheepvaartmuseum (lett. "Museo della navigazione dei Paesi Bassi"), chiamato anche Rijksmuseum Nederlands Scheepvaart, è il più grande museo al mondo dedicato alla navigazione e ha sede ad Amsterdam.
Il museo è dedicato alla storia della navigazione nei Paesi Bassi dall'antichità ai giorni nostri ed è collocato dal 1973 nell'ex – magazzino dell'ammiragliato, su un isolotto dell'Oosterdok.

## Caratteristiche

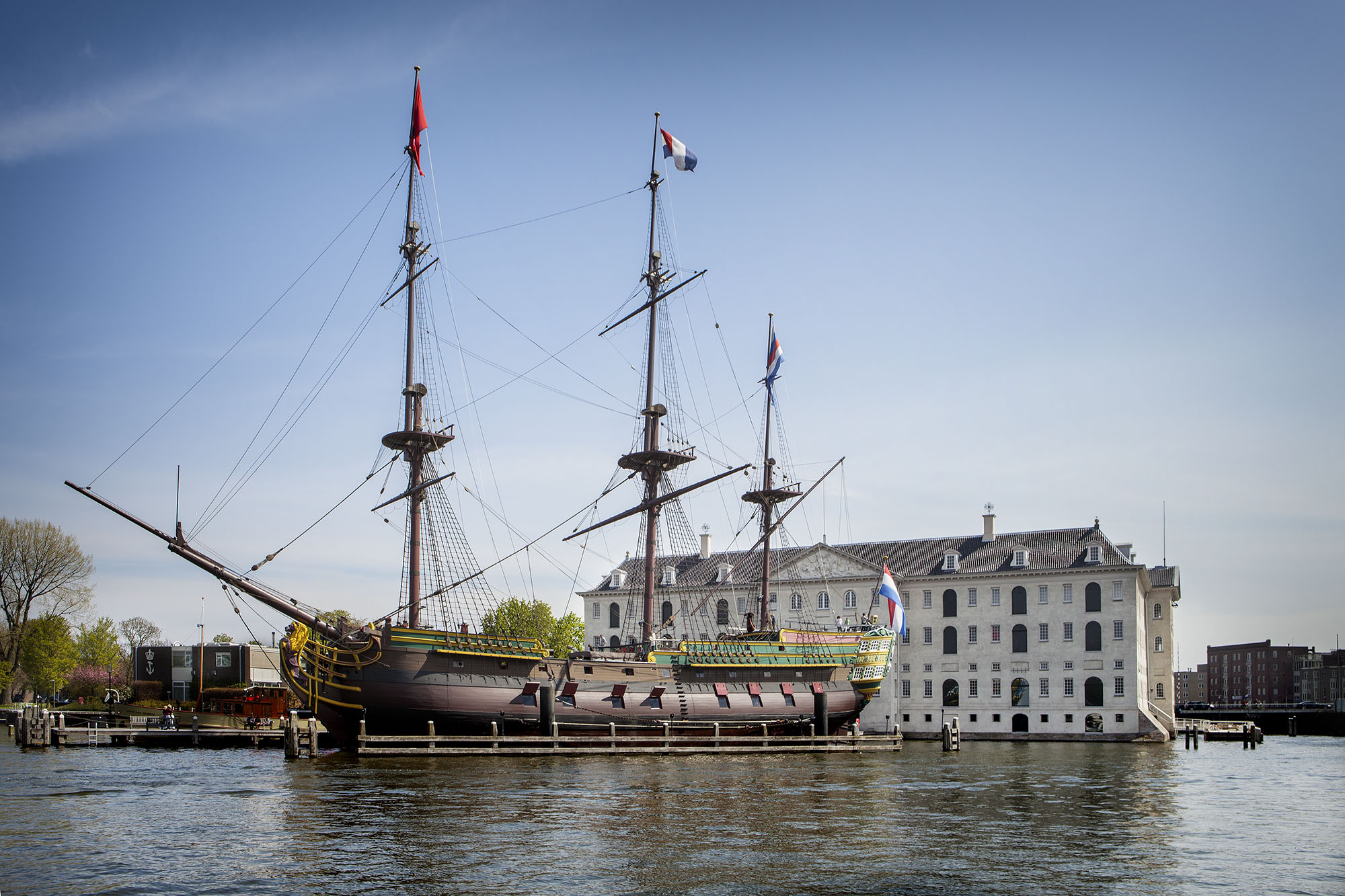
Gli esterni del Nederlands Scheepvaartmuseum con la copia del veliero “Amsterdam”

La storia della marineria olandese è illustrata attraverso modellini di navi (da guerra e mercantili), carte geografiche (tra cui quelle dei celebri cartografi del XVII secolo, Willem Blaeu e del figlio Joan Blaeu), atlanti, mappamondo, carte nautiche, strumenti nautici (come bussole, ecc.), libri, medaglie, decorazioni, polene, dipinti, ecc. Vengono inoltre mostrate le varie tecniche di pesca, come la caccia alla balena, ecc. e si possono anche osservare (all'esterno) costruttori di barche al lavoro.
Il museo è costituito da una parte all'aperto e da una parte all'interno, quest'ultima organizzata in una trentina di sale suddivise in due piani più il pianterreno, dove gli oggetti sono esposti secondo l'ordine cronologico: il primo piano tratta la storia antica della navigazione olandese, mentre le esposizioni del secondo piano partono dal XIX secolo e arrivano fino ai giorni nostri.  (v. anche il paragrafo  Organizzazione del museo)

Notevole soprattutto la collezione riguardante il XVII secolo, il cosiddetto “Secolo d'Oro” (Gouden Eeuw), in cui i Paesi Bassi avevano il predominio mondiale sui mari e sui commerci in generale.
Il museo è fornito di un'ampia biblioteca (che contiene circa 400 libri antichi), di una sala audiovisivi (al primo piano), di un negozio (al pianterreno), di un bar e di un ristorante.
Tra le principali attrazioni del museo, vi sono la barca reale, l'Atlante mondiale Blaeu e, soprattutto, la copia della nave Amsterdam, attraccata all'esterno del museo.
Oltre alle esposizioni, permanenti, vengono organizzate anche esposizioni temporanee, che si tengono al pianterreno.

## Ubicazione
Il museo si trova su un isolotto dell'Oosterdok chiamato Kattenburg, nella zona detta Plantage (parte orientale della città), ai confini con la Oude Zijde (“parte vecchia”), di fianco al Museo della Scienza e della Tecnologia NEMO e non lontano dall'Entrepotdok (gli antichi magazzini della zona portuale), dal Werf 't Kromhout Museum, dal giardino zoologico “Artis” e dalla celebre Montelbaanstoren.

## Storia

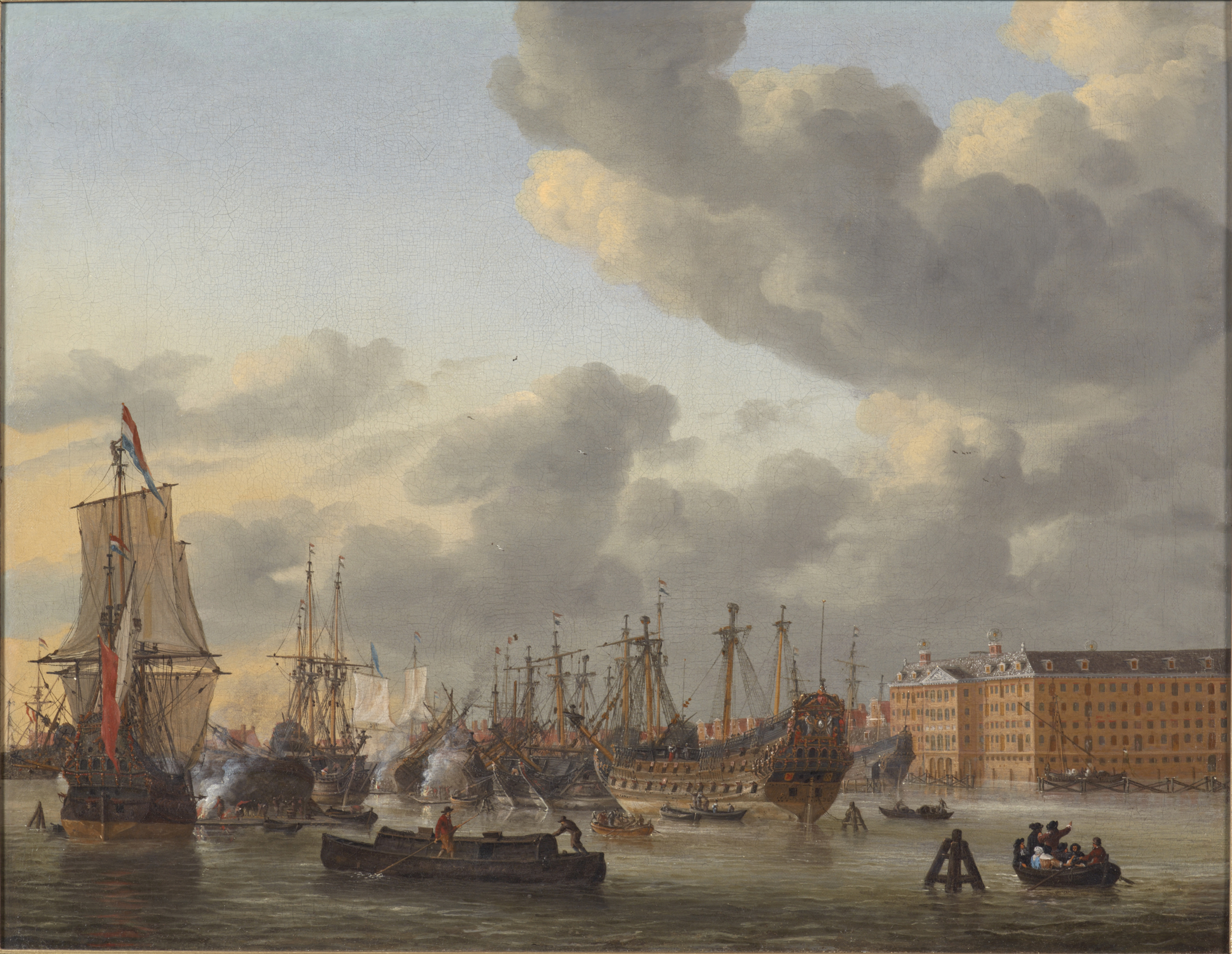
Vista del IJ e del Paese Arsenal-marino ad Amsterdam, 1664 di Reinier Nooms

In origine, il museo era ubicato in un edificio all'angolo tra la Cornelis Schuystraat e De Lairessestraat (sud-ovest della città, vicino al Vondelpark).
Nel 1973 venne quindi trasferito nella location attuale ed inaugurato dall'allora principessa Beatrice il 13 aprile.
Nel gennaio 2007 è iniziata un'opera di restauro dell'edificio del museo, la cui conclusione è terminata nel 2011.

## L'edificio

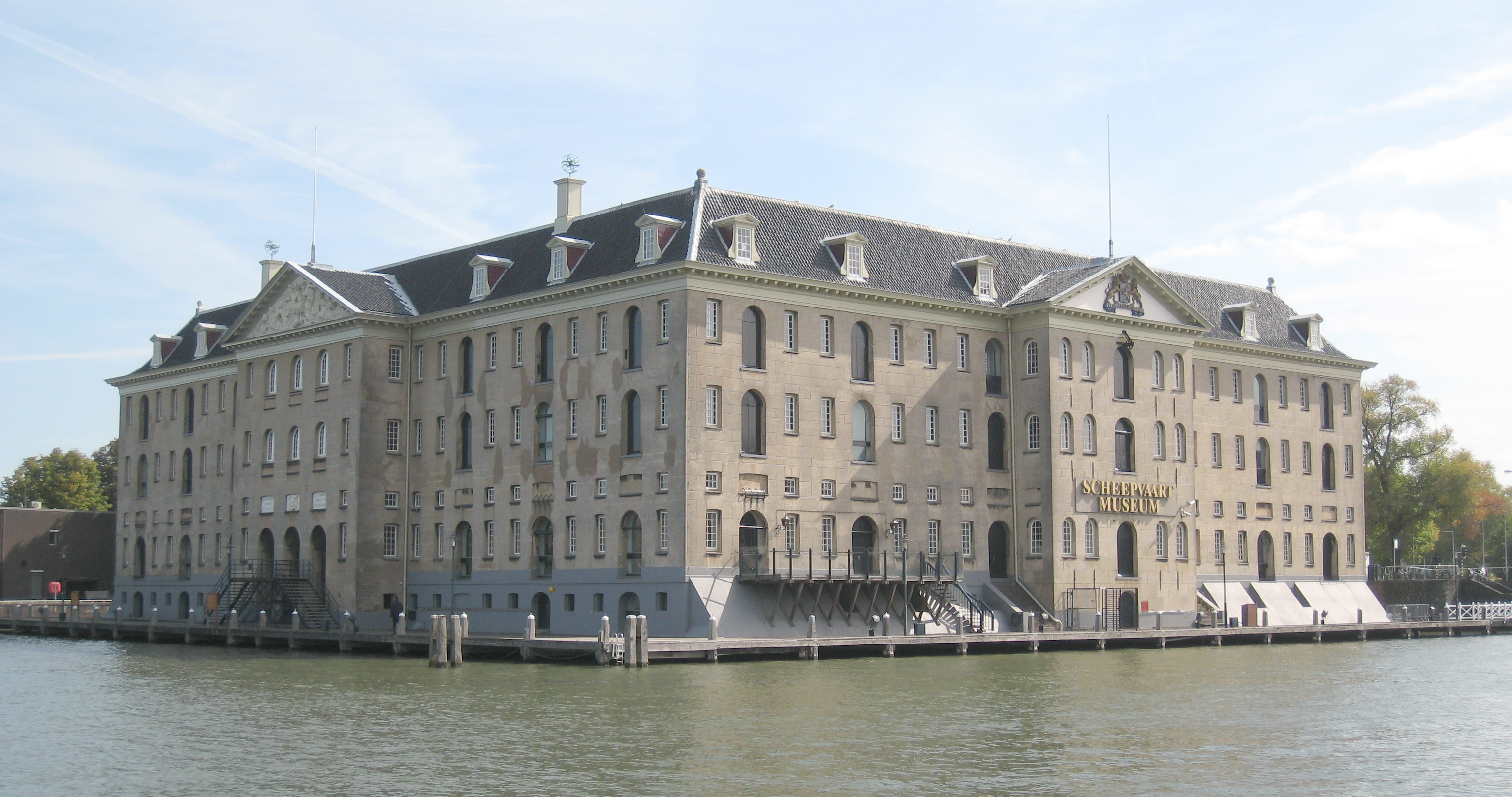
L’edificio dove ha sede il Nederlands Scheepvaartmuseum, ex-arsenale della Marina olandese

L'edificio nel quale è collocato il museo, si chiama 's Lands Zeemagazijn ed è un ex-magazzino dell'Ammiragliato e, in seguito, arsenale della Marina olandese, progettato nel 1656 dall'architetto Daniël Stalpaert: è sorretto da 18.000 pali piantati nel letto dell'Osterdook.

## Organizzazione del museo
Il museo è strutturato nel modo seguente:

### Pianterreno
- XX secolo e barca reale
- Esposizioni temporanee

### Primo piano
- XVII secolo
- XVIII secolo – XIX secolo
- Sala audiovisivi

### Secondo piano
- XVIII secolo – XIX secolo
- XX secolo
- Sport acquatici e yachting

## La collezione

### Copia della nave “Amsterdam”

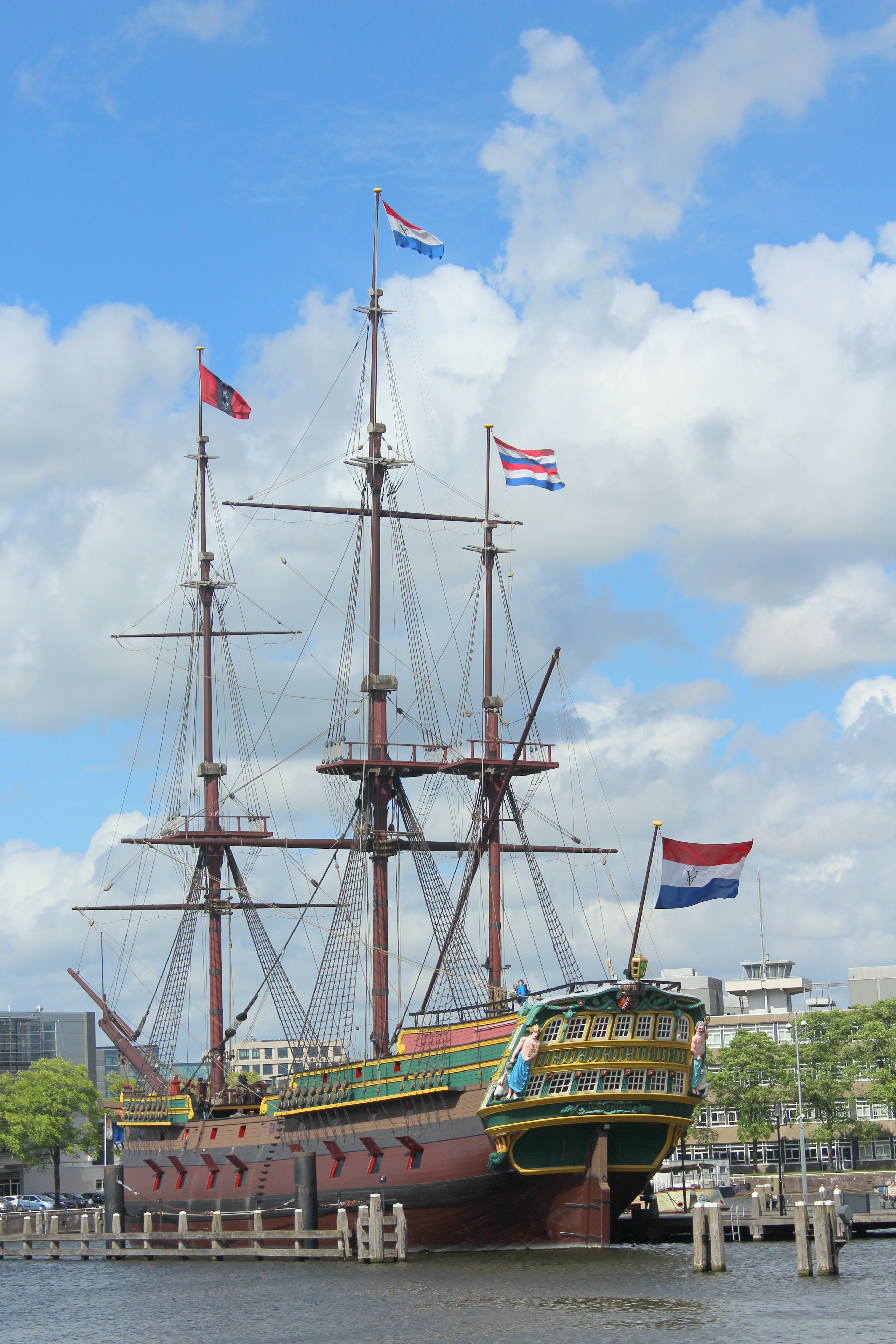
Copia della nave “Amsterdam” all'esterno del Nederlands Scheepvaartmuseum

È probabilmente la maggiore attrazione del museo e vi si trova all'esterno dello stesso:  si tratta della copia in scala pressoché reale di un galeone della Compagnia Olandese delle Indie Orientali (Vereinigde Oostindische Compagnie, abbreviato in VOC), affondato nel Mare del Nord in prossimità delle coste inglesi il 26 gennaio 1769 durante il viaggio inaugurale.

La ricostruzione si basò sul relitto riemerso nel 1962 e venne eseguita tra il 1985 e il 1990 da 400 volontari, per i quali rappresentò un'esperienza formativa in attesa di un'occupazione.
Durante l'estate, alcuni attori vestiti in costume d'epoca da marinaio mostrano com'era la vita di bordo nel Settecento.
La copia della nave “Amsterdam” è l'unica attrazione del museo visitabile anche durante la chiusura dello stesso per restauro dal 2007 al 2010/2011.

### Barca reale
Tra le attrazioni del museo vi è anche la barca reale, costruita nel 1818 per re Guglielmo I ed usata per l'ultima volta nel 1962, in occasione del 25º anniversario di matrimonio della regina Giuliana.

Lunga 17 metri, la barca veniva condotta da venti rematori.

### Atlante mondiale Blaeu

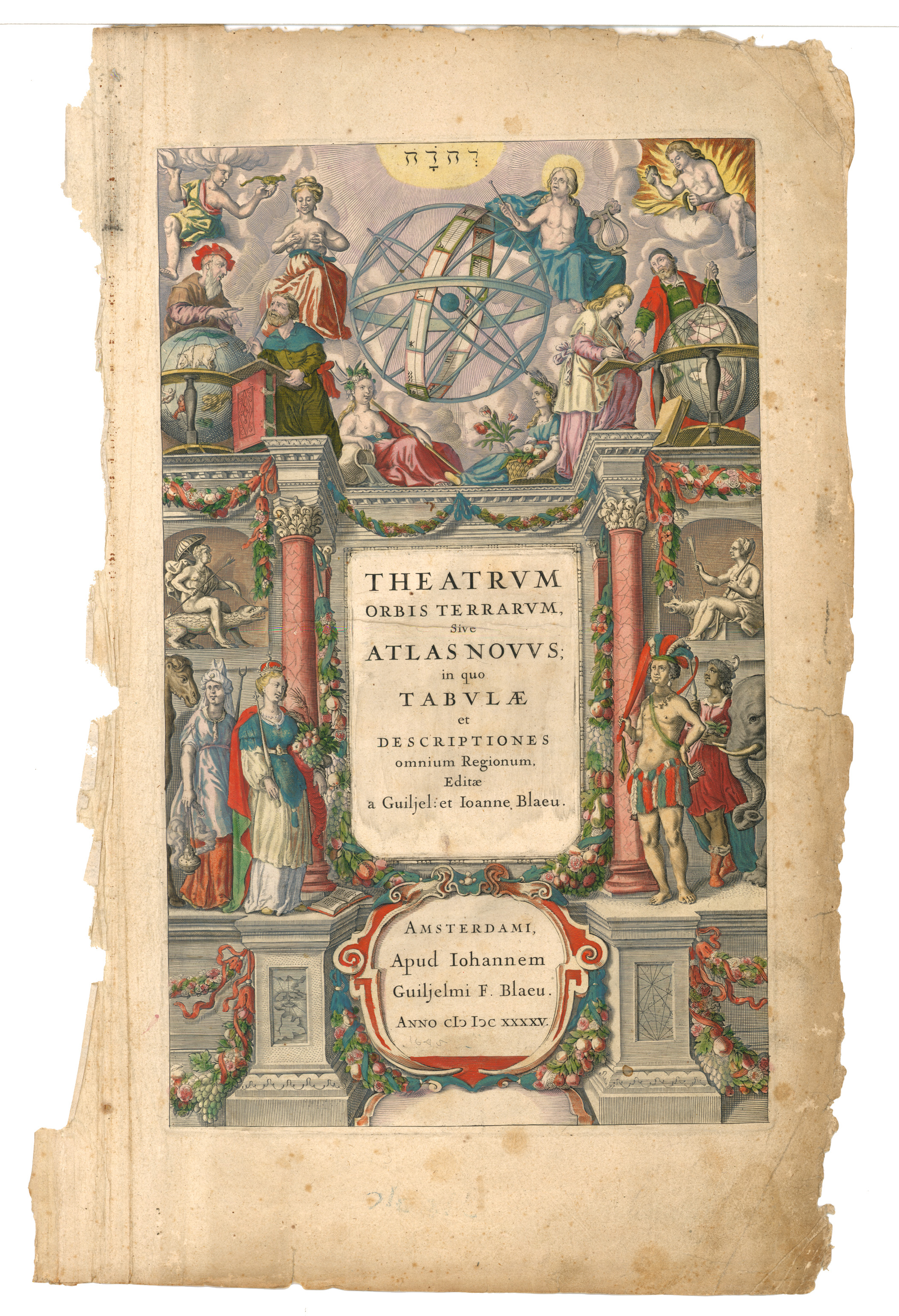
Pagina iniziale dell'Atlante mondiale Blaeu

L'Atlante mondiale Blaeu (titolo originale: Theatrum orbis terrarum, sive, Atlas novus in quo tabulæ et descriptiones omnium Regionum o Le théâtre du monde ou nouvel atlas contenant les chartres et descriptions de tous les Pais de la terre) è una monumentale opera cartografica in nove volumi, prodotto da Joan Blaeu (1596 – 1673), della famiglia di cartografi Blaeu, tra il 1662 e il 1665. Si tratta dell'atlante più preciso dell'epoca.

### Globo celeste di Jodocus Hondius
Datato 1600, è il più antico esempio di globo celeste di cui si abbia notizia: è decorato con illustrazioni di Joducus Hondius (1563 – 1612), un incisore ed editore di Amsterdam.

### Planisfero di Johannes Ruysch
Nel museo è conservato anche il planisfero dell'esploratore e cartografo Johannes Ruysch (1460 ca. - 1533): datato 1507 - 1508, costituisce la prima mappa mondiale in cui è rappresentato il continente americano.

### Modellini di navi
Tra i modellini di navi presenti nel museo, citiamo:
- Modellino del “Vigelantie” (85 cm), nave da pesca del 1800 – 1850[13]
- Modellino della nave rompighiaccio "Christiaan Brunings" (1900)[14]
- Modellino della "Tjisaroea", nave veloce del 1926[15]

### Polene
- Polena raffigurante Aiace (1832)[16]

### Atlanti vari
Oltre all'Atlante mondiale Blaeu, nel museo sono raccolti, tra l'altro, anche quello di Abraham Ortelius del 1572 e quello di Mercatore del 1585 – 1589, oltre ad atlanti tolemaici italiani risalenti al periodo 1478 – 1507.

### Dipinti

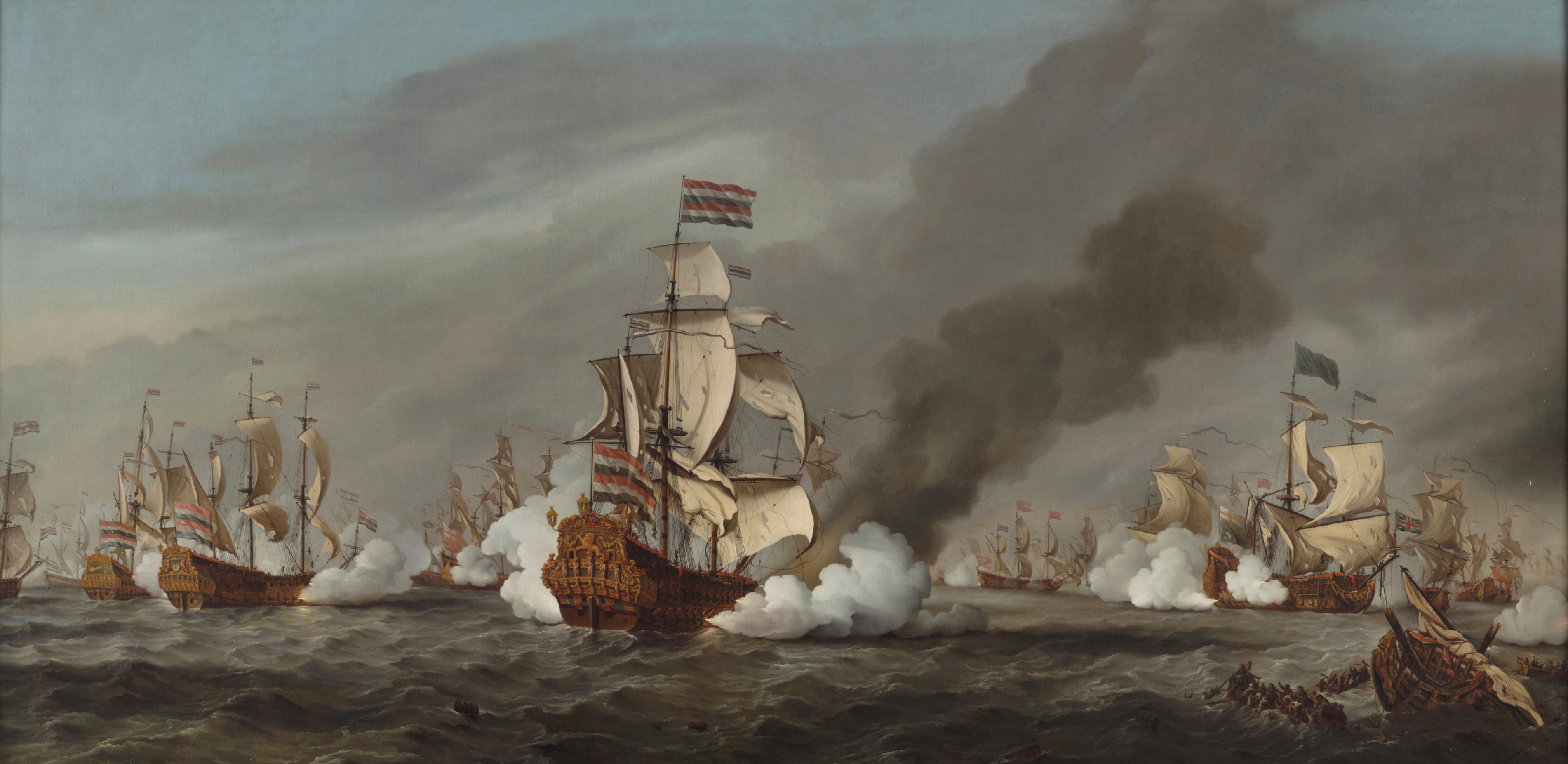
“La Battaglia di Texel”, di Willem van de Velde il Giovane (1673)

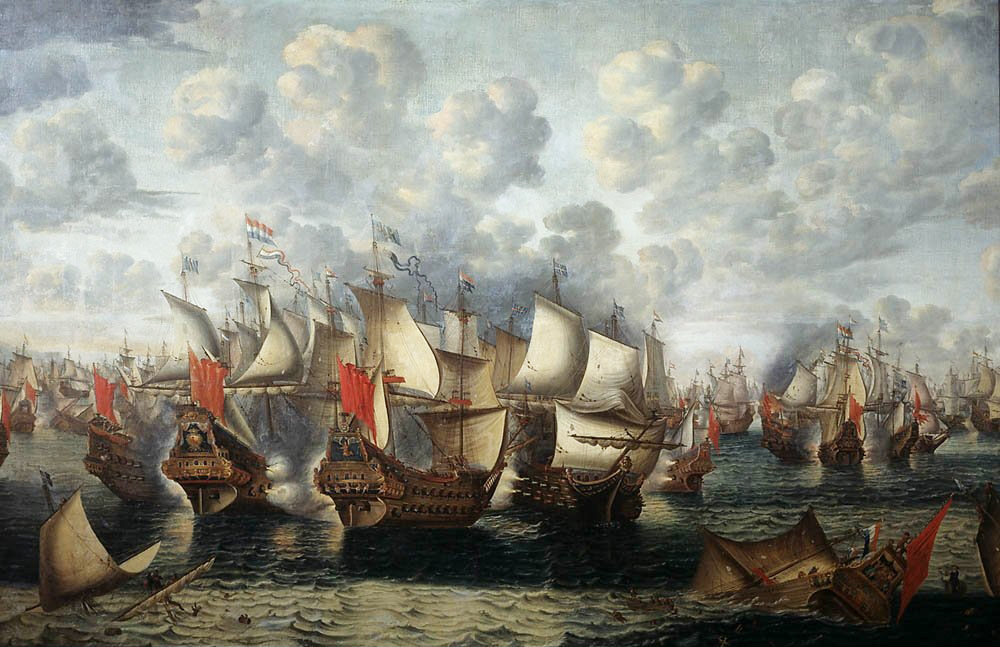
“Prima fase della Battaglia dell'Øresund” (8 novembre 1568), di Abrahamsz Beerstraaten (1660)

Numerosi sono anche i dipinti sul tema della navigazione, custoditi nel museo, molti dei quali risalenti al cosiddetto "Secolo d'Oro".
Sono custoditi dipinti di Willem van de Velde il Giovane, Willem van de Velde il Vecchio, Ludolf Backhuysen, ecc.
Tra i dipinti conservati al museo, vi sono, tra l'altro, i seguenti:
- “La Battaglia di Gibilterra”, di Cornelis Claeszoon van Wieringen (1607)[18]
- "La rada di Batavia[19]", di Adam Willaerts (1649)[20]
- “Prima fase della Battaglia dell'Øresund” (8 novembre 1568), di Abrahamsz Beerstraaten (1660)
- "Il ritorno della 'Hollandia'", di Ludolf Backhuysen (1665)[21]
- “La Battaglia di Texel”, di Willem van de Velde il Giovane (1673).

### Medaglie
Il museo presenta anche una raccolta di medaglie commemorative.

Tra queste si segnalano:
- Medaglia commemorativa della sconfitta dell'"Invincibile Armata" (1588).[13]